# Университетская больница Куопио
Университетская больница Куопио (фин. Kuopion yliopistollinen sairaala, сокращённо KYS) — одна из пяти университетских больниц Финляндии. Её главный корпус расположен в районе Пуйонлааксо города Куопио, недалеко от кампуса Савилахти Восточнофинляндского университета. KYS отвечает за специализированную медицинскую помощь в округе социального обеспечения Северного Саво, а также за высокоспециализированную помощь в Южном Саво, Центральной Финляндии и Северной Карелии. В больнице представлены все медицинские специализации, и как учебная больница, она тесно сотрудничает с Университетом Восточной Финляндии.
Университетская больница Куопио является вторым по величине работодателем в Куопио после муниципалитета города: в 2011 году больница насчитывала 4 113 сотрудников. Это крупнейшее учебное заведение в Финляндии по подготовке врачей. Ежегодно здесь обучаются около тысячи студентов, проходящих базовую или специализированную подготовку по медицине. Кроме того, в KYS проходят практику студенты из других медицинских и медсестринских вузов, а также учащиеся медицинских колледжей.
В больнице работает Эпилептический центр, предоставляющий диагностику и лечение сложных форм эпилепсии как для взрослых, так и для детей. Центр особенно специализируется на внутричерепных электроэнцефалографических исследованиях и эпилептической хирургии, которые в масштабах всей страны сосредоточены в Куопио и Хельсинки. Однако основная часть операций по эпилептической хирургии в Финляндии проводится именно в Куопио. Среди других направлений высокой специализации больницы следует выделить Кардиологический центр, который является мировым лидером в разработке биологических шунтирований и генной терапии сердечной недостаточности. Также Университетская больница Куопио выполняет характерные для университетских больниц функции в масштабах всей страны во время кризисных ситуаций — например, во время пандемии коронавируса в 2020 году больница координировала реанимационную помощь по всей Финляндии.